# Готтазекка
Готтазекка, Ґоттазекка (італ. Gottasecca, п'єм. Botassëcca) — муніципалітет в Італії, у регіоні П'ємонт,  провінція Кунео.
Готтазекка розташована на відстані близько 460 км на північний захід від Рима, 80 км на південний схід від Турина, 50 км на схід від Кунео.
Населення — 152 особи (2014).
Щорічний фестиваль відбувається 16 серпня. Покровитель — святий Рох.

## Демографія
Населення за роками:

Станом на 1 січня 2023 року в муніципалітеті офіційно проживали 4 іноземці з 4 країн, серед них 1 громадянин країн Євросоюзу.

## Сусідні муніципалітети
- Кайро-Монтенотте
- Камерана
- Кастеллетто-Уццоне
- Дего
- Монезільйо
- Прунетто
- Салічето